# Juriniopsis myrrhea
Juriniopsis myrrhea är en tvåvingeart som först beskrevs av Brauer och Julius Edler von Bergenstamm 1889.  Juriniopsis myrrhea ingår i släktet Juriniopsis och familjen parasitflugor.
Artens utbredningsområde är Pennsylvania. Inga underarter finns listade i Catalogue of Life.